# Erdschluss
Erdschluss ist ein Begriff aus der Elektrotechnik und besagt, dass ein elektrischer Leiter eine nicht beabsichtigte elektrisch leitfähige Verbindung zum Erdpotential bekommen hat. Dies stellt in aller Regel eine Störung dar.
Je nachdem, wie hoch die Leitfähigkeit dieser Verbindung ist, kann es sich zusätzlich um einen Kurzschluss handeln, wenn der Stromkreis an anderer Stelle regulär geerdet ist.

## Erdschluss in der Energietechnik

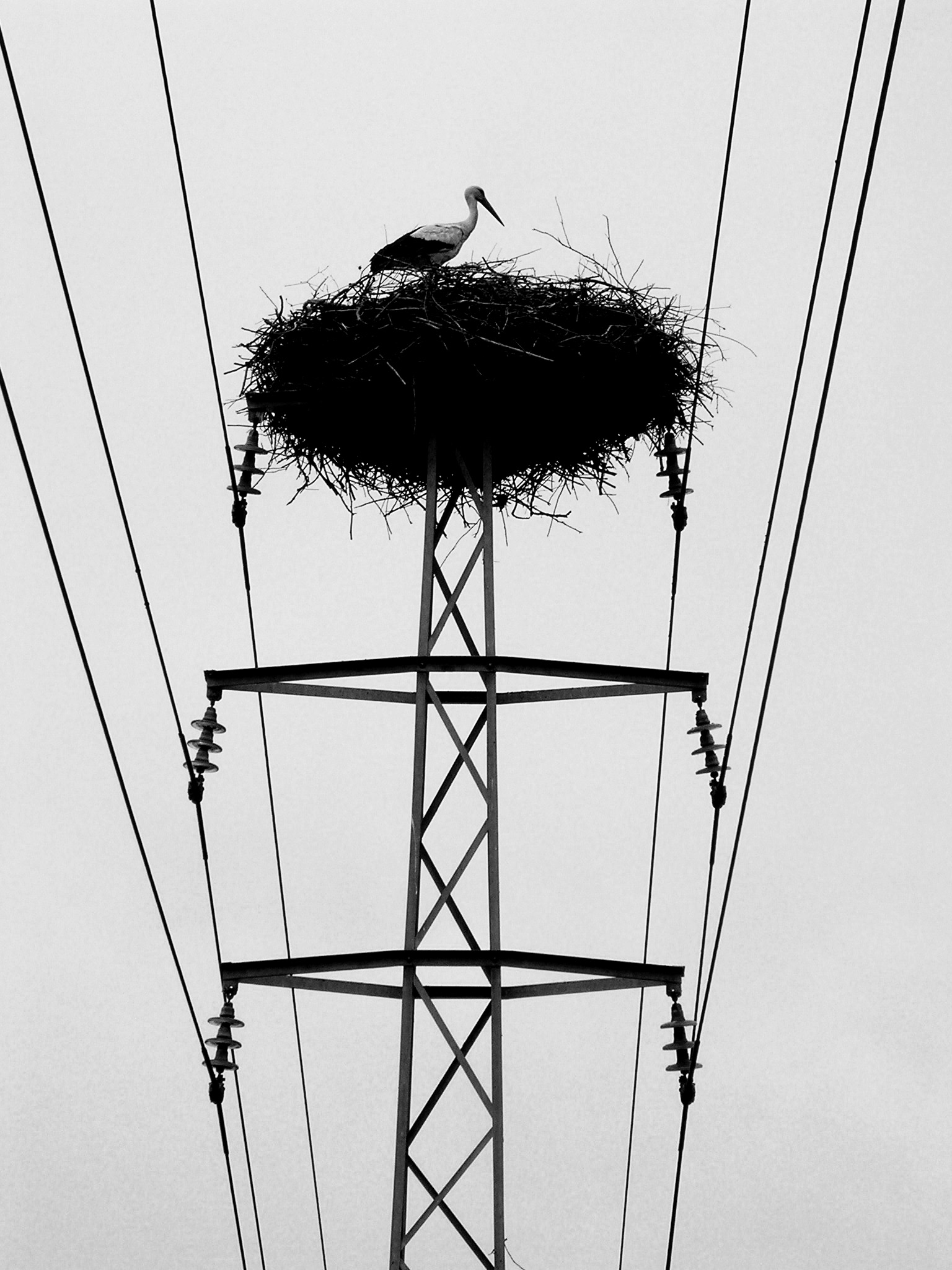
Storchennest auf einem Mast für Mittelspannung als mögliche Ursache für einen Erdschluss

In der elektrischen Energietechnik bezeichnet ein Erdschluss einen Fehlerfall, bei dem ein Außenleiter Kontakt zur Erde hat.

### Probleme / Gefahren
Ein Erdschluss hat ein hohes Gefährdungspotential, im Einzelnen:
1. An der Fehlerstelle fließen je nach Leistung des Netzes ohne Erdschlusskompensation und bei geerdetem Sternpunkt hohe Ströme. Dadurch können an der Fehlerstelle kurzzeitig sehr hohe Schrittspannungen auftreten.
2. Wegen der extremen Hitzeentwicklung sind Lichtbogenfehler besonders gefährlich, die sowohl als Kurzschluss zwischen Außenleitern als auch als Erdschluss auftreten können. Um dem vergleichsweise häufiger auftretenden Erdschluss mit Lichtbogenentwicklung in Mittel- bzw. Hochspannungsnetzen bis zu 220 kV entgegenzuwirken, wird u. a. mittels Erdschlusskompensation der Strom an der Fehlerstelle minimiert und so der Lichtbogen ohne Betriebsunterbrechung gelöscht.
3. Durch den Schluss des Außenleiters gegen Erde nimmt die Erde das Potential des Außenleiters an. Das heißt auch, dass nun die Spannung der intakten Außenleiter gegen Erde der Spannung Außenleiter gegen Außenleiter entspricht. In Dreiphasennetzen wird die Spannung der intakten Außenleiter gegen Erde um den Faktor {\displaystyle {\sqrt {3}}} angehoben, wodurch die Isolation der Betriebsmittel stärker beansprucht wird.

### Netzverhalten bei Erdschluss

#### Sternpunkt geerdet
In einem Netz mit geerdetem Sternpunkt entspricht ein Erdschluss einem Erd-Kurzschluss. Dies kann u. U. zur Abschaltung des einpoligen Fehlers führen, je nach Spannungsebene durch ein Netzschutzgerät, eine Schmelzsicherung oder einen Sicherungsautomat.

#### Sternpunkt isoliert oder mit Erdschlusskompensation
Ein Mittel- oder Hochspannungsnetz mit Sternpunkt, der isoliert oder mit einer Erdschlusskompensation ausgestattet ist, wird bei einem Erdschluss nicht sofort durch ein Netzschutzgerät abgeschaltet, sondern kann weiter betrieben werden. Allerdings muss das Personal des Anlagenbetreibers unmittelbar mit der Fehlersuche beginnen (VDE 0105). Mittelspannungsnetze dürfen bis zu einem Zeitrahmen von 30 Minuten bis vier Stunden mit Erdschlussfehler betrieben werden – bei länger andauerndem Defekt kann u. a. die Erdschlusslöschspule thermisch überlastet werden.
Bei höheren Spannungen (z. B. 400-kV-Netzen) wird wegen der o. g. Spannungsüberhöhung von der Erdschlusskompensation abgesehen. Stattdessen wird die Leitung in diesem Fall unmittelbar abgeschaltet und bei Freileitungen mittels automatischer Wiedereinschaltung nach kurzer Zeit wieder in Betrieb genommen; durch den kurzzeitig auftretenden Störlichtbogen wird nämlich die Fehlerursache häufig beseitigt (z. B. verbrennt der Ast eines Baumes, der die Leitung berührt).